# بول جليدون
بول جليدون (بالهولندية: Paul Gladon) (18 مارس 1992 بهوفدوروب في هولندا - ) هو لاعب كرة قدم هولندي في مركز الهجوم. لعب مع سبارتا روتردام ونادي دوردريخت وهيراكليس ألميلو.

## وصلات خارجية
- بول جليدون على موقع قاعدة بيانات كرة القدم.إي يو (الإنجليزية)
- بول جليدون على موقع Soccerbase.com (لاعب) (الإنجليزية)
- بول جليدون على موقع Soccerway.com (الإنجليزية)
- بول جليدون على موقع عالم كرة القدم.نت (الإنجليزية)